# Jaume Solé Magriñà
Jaume Solé Magriñà (Valls, 1943 - 15 de juny de 2011) fou un pintor català conegut per fer de la seva obra un mitjà d'expressió del seu compromís amb el seu temps.
El mateix any que Jaume marxà a Barcelona, és a dir, el 1960, fundà, conjuntament amb Delmiro Ruiz, Daniel Fàbregas, Francesc Llagostera, Jordi Rius i Joan Vallverdú, el Grup de Tardor.
Es van definir com "Cinc artistes de l'Alt Camp (Valls-Santes Creus) que, procedents de treballs pictòrics i escultòrics de tendència figurativa, estem units pel mateix anhel i una viva inquietud de trepitjar la terra. Volem materialitzar els nostres pensaments fent servir diferents tècniques i procediments, i cadascú dona la seva resposta personal a la idea que tenim de l'home i del seu entorn".